# Кыз-биби
Кыз-биби́ (узб. Qizbibi majmuasi) — традиционно почитаемое место, находящееся в Жондорском районе Бухарской области в Узбекистане. Раньше это место было прибежищем дервишского ордена Ходжаган.

## История
Возведение некрополя началось ещё во времена Шейбанидов и Аштарханидов, когда суфийские шейхи уже занимали в Бухаре важные государственные должности. Наиболее древняя часть некрополя представляет собой захоронение почитаемой суфийской святой Ага-и бузург, она была потомком пророка Мухаммада и умерла в 1523 году. Её деятельность была подробно изучена в XXI веке узбекистанской исследовательницей Г. Аминовой. 
Основные здания были построены в эпоху узбекских династий Шейбанидов и Аштарханидов в XVI—XVIII веках.
Ансамбль Киз-Биби состоит из мазара (почитаемое место для мусульман, обычно гробница или могила) Киз-Биби с мраморным надгробием, мечети-ханака, чилля-ханы (подземной кельи для сорокадневного поста и уединенных молений), кухни, бани, келий для паломников и помещений, где жили душевнобольные. Отдельные строения  достраивались в разное время, а весь ансамбль был полностью завершен лишь к XVIII веку.
Архитектурный памятник входит в «Национальный перечень объектов недвижимости материального культурного наследия Узбекистана».

## Галерея
- Вход в архитектурный комплекс
- Надписи при входе архитектурного комплекса
- Внутренние входные двери архитектурного комплекса
- Внутренние входные двери архитектурного комплекса
- Надгробный камень Кыз биби в мавзолее
- Остатки фасадного узора на стене мавзолея
- Уцелевший камень с арабской надписью на стене мавзолея
- Мечеть напротив мавзолея
- Мечеть с минаретами архитектурного комплекса
- Мечеть архитектурного комплекса
- Мечеть архитектурного комплекса
- Мечеть архитектурного комплекса
- Входные двери мечети
- Входные двери мечети
- Внутренняя часть мечети
- Мехраб в мечети
- Минарет мечети и худжры (кельи)
- Крыша худжр (кельей)
- Потолки ханака
- Мехраб ханака
- Чилляхана снаружи архитектурного комплекса
- Поломницы и саксаулы снаружи архитектурного комплекса
- Саксаулы снаружи архитектурного комплекса
- Остатки печи для обжига кирпича снаружи архитектурного комплекса
- Остатки печи для обжига кирпича
- Остатки печи для обжига кирпича